# كيرن أورورك
كيرن أورورك (بالإنجليزية: Kieran O'Rourke)‏ هو لاعب قذف أيرلندي، ولد في 1987 في Bruree ‏ في جمهورية أيرلندا.